# Войтюк Сергій Якович
Войтюк Сергій Якович (нар. 24 травня 1948) — український музикант та композитор, відомий завдяки маршам для військового та духового оркестрів. Найвідоміші з них «Симон Петлюра» та «Степан Бандера».

## Біографія
Народився в Ривері, у родині іммігранта з Волині яка на той час була у складі Польщі. В 1954 році повернулись на батьківщину. Музичну освіту розпочав в 1958 році в духовому оркестрі школи № 8 міста Бахмут Керівник Токарєв Олександр Олексійович. Продовжив в 1962 році в Артемівському Державному музичному училищі (нині Бахмутський коледж мистецтв — БКМ) в класі викладача Орлова Василя Івановича і Лаврика Івана Семеновича. В 1967 році призваний до лав Радянської Армії. Служив у військовому духовому оркестрі. З 1970 по 1975 рік навчався у Львівській консерваторії (ударні інструменти, клас викладача Борзенкова Олександра Васильовича). Консерваторію закінчив з відзнакою. Від 1971-го по 2001-й артист симфонічного оркестру Львівської філармонії.

## Творчість
Творчість присвячено героям Визвольних змагань. Твори Войтюка, як одного з небагатьох видатних композиторів військової музики 1990-х-2000-х, включено до раритетної, суто маршової, за змістом та кількістю CD присвячених жанру, збірки «Українські гімни та марші».
Марші:
1. Симон Петлюра
2. Степан Бандера
3. Євген Коновалець
4. Іван Виговський
5. Генерал Чупринка

та інші.

## Галерея

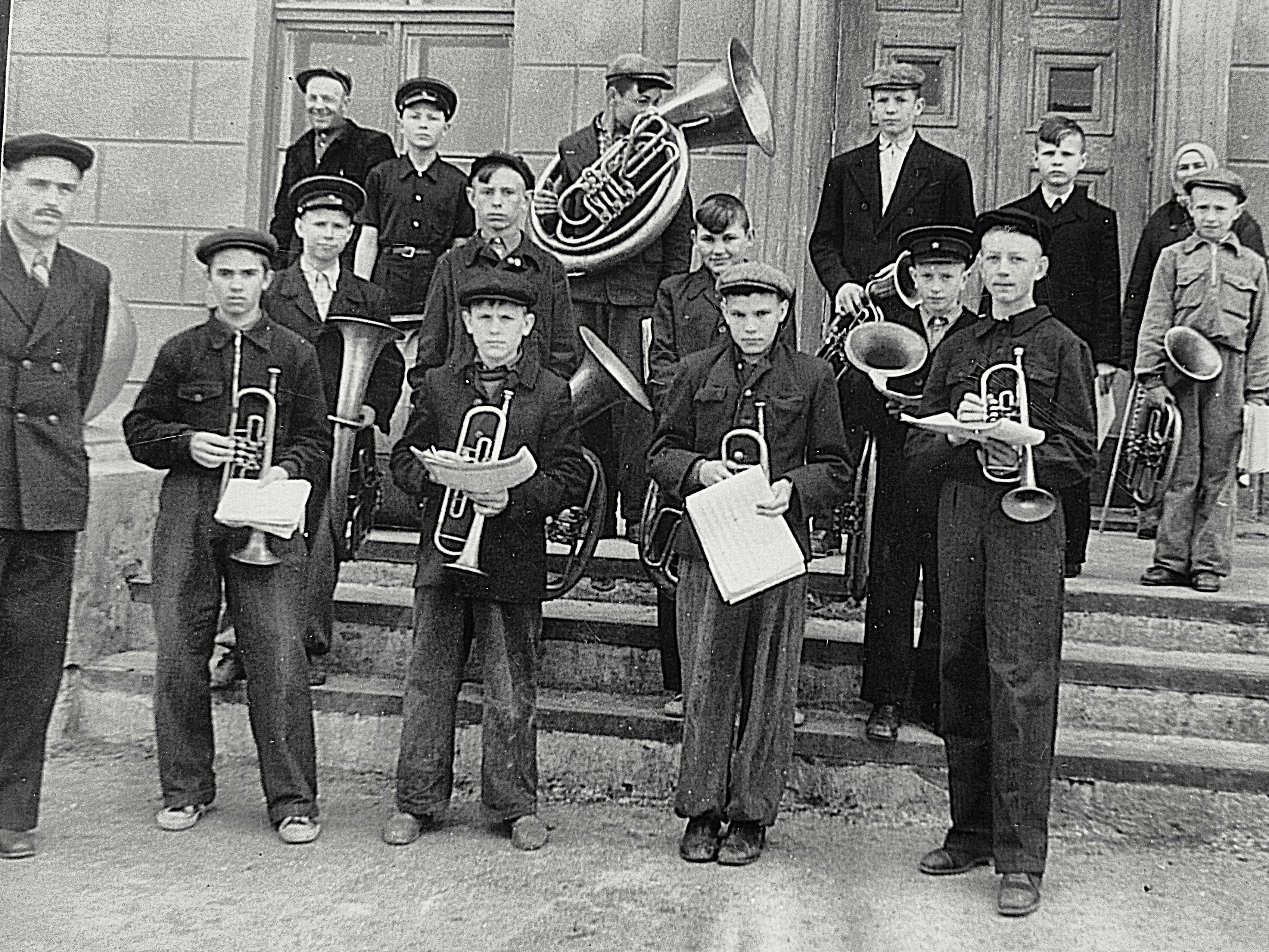
Оркестр Бахмутської школи №8. Найменший з альтом - Сергій Войтюк. Бахмут, (1959)
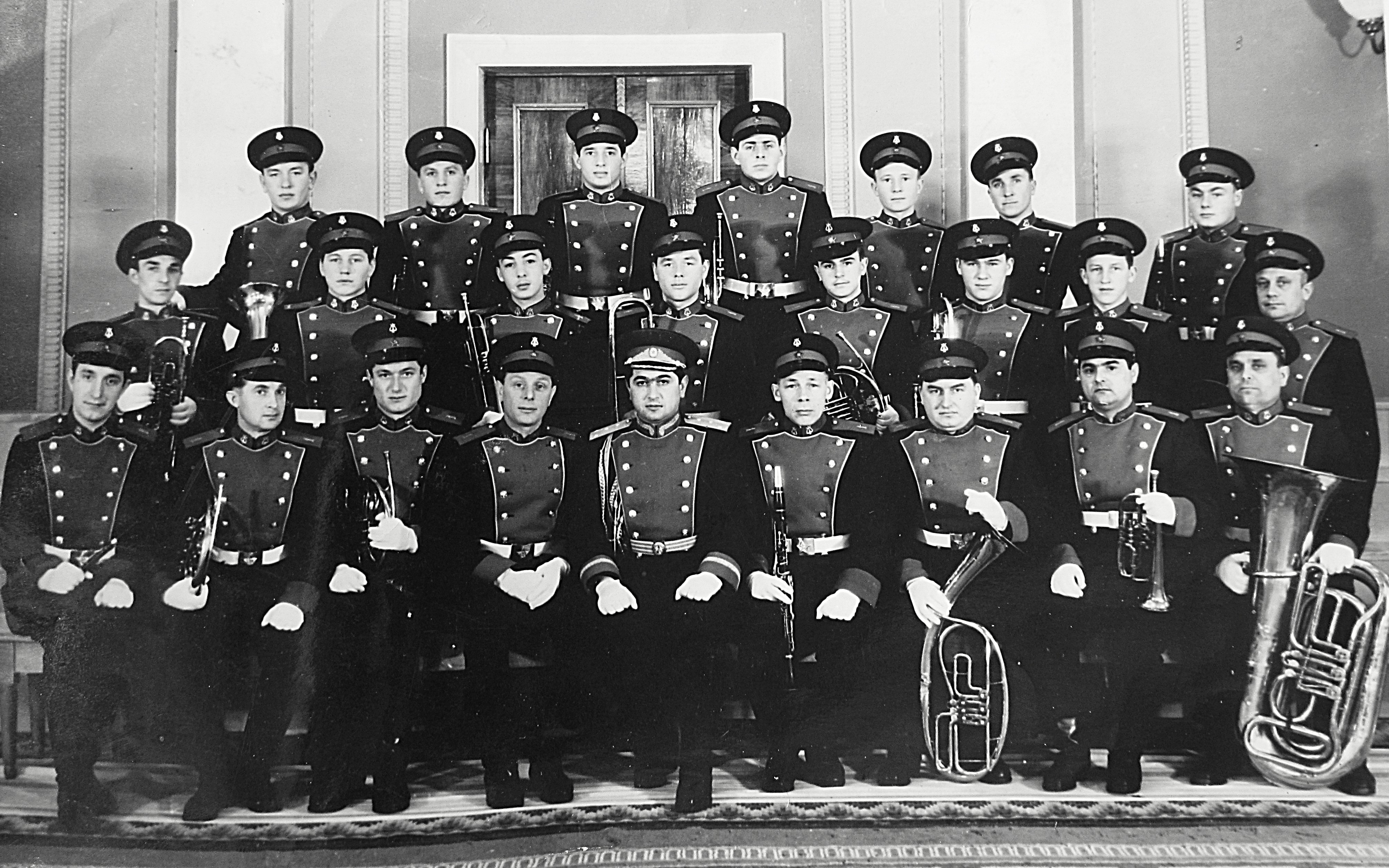
Оркестр 427-ї ОМЧП ЦО СРСР в приміщенні Верховної Ради УРСР. Сергій Войтюк третій справа у верхньому ряду. Київ (1968)